# Desa Wanakerta (administrativ by i Indonesien, Jawa Barat, lat -6,38, long 107,24)
Desa Wanakerta är en administrativ by i Indonesien.   Den ligger i provinsen Jawa Barat, i den västra delen av landet, 50 km öster om huvudstaden Jakarta.